# Salto el Chorro
Salto el Chorro är ett vattenfall i Mexiko.   Det ligger i delstaten Zacatecas, i den centrala delen av landet, 600 km nordväst om huvudstaden Mexico City. Salto el Chorro ligger 2 296 meter över havet.
Terrängen runt Salto el Chorro är kuperad åt sydväst, men åt nordost är den bergig. Terrängen runt Salto el Chorro sluttar brant österut. Runt Salto el Chorro är det mycket glesbefolkat, med 5 invånare per kvadratkilometer. Närmaste större samhälle är Campamento Canoas, 8,1 km väster om Salto el Chorro. Omgivningarna runt Salto el Chorro är i huvudsak ett öppet busklandskap.